# 윤관우
윤관우(1979년 6월 16일 ~ )는 대한민국의 연극,영화배우이자 모델이다.

## 출연작

### 영화
- 《맞아죽은 개처럼 살아오다》 (2010년)
- 《돌아오지 않는 다리》 (2009년) - 노 병장 역
- 《유감스러운 도시》 (2009년) - 형사 2 역
- 《지금 사랑하는 사람과 살고 있습니까?》 (2007년) - 민재 팀원 관우 역

### 드라마
- 《히어로는 아닙니다만》 (jtbc, 2024년) - 김선생 역
- 《조폭인 내가 고등학생이 되었습니다》 (wave, 2024년) - 민형사 역
- 《법쩐》 (sbs, 2023년) - 대검감찰부수사관 역
- 《닥터 로이어》 (MBC, 2022년) - 간수역
- 《비밀의 남자》 (KBS2, 2020년)
- 《유령을 잡아라!》 (tvN, 2019년)
- 《블러드》 (KBS2, 2015년)
- 《해운대 연인들》 (KBS2, 2012년)
- 《빛과 그림자》 (MBC, 2011년)
- 《가문의 영광》 (SBS, 2008년)
- 《1%의 어떤것》 (KBS2, 2003년) - 벨보이 역

### 연극
- 《동물원 이야기》 - 피터 역
- 《일번출구 연극제-올머스트메인》  - 렌달 역
- 《밥》 - 성권 역
- 《탱고 오나 다》 - 옷장사내 역
- 《허풍》 - 진섭 역
- 《템프파일》 - 최철민 역
- 《나의 마지막 연인》 - 마지막 연인 역
- 《짠》 - 준한 역
- 《세친구》 - 호성 역
- 《천생연분》 - 천생사자 역